# فرودگاه جینجو کسیالینگزی
فرودگاه جینجو کسیالینگزی (به انگلیسی: Jinzhou Xiaolingzi Airport) یک فرودگاه نظامی و همگانی با کد یاتا JNZ است . این فرودگاه در کشور چین قرار دارد .